# Aumur
Aumur település Franciaországban, Jura megyében. Lakosainak száma 389 fő (2022. január 1.). Aumur Abergement-la-Ronce, Franxault, Losne, Saint-Symphorien-sur-Saône és Saint-Aubin községekkel határos.

## Népesség
A település népességének változása:
| Lakosok száma | 231  | 325  | 314  | 358  | 365  | 367  | 366  | 370  | 377  | 389  |
|               | 1968 | 1982 | 1990 | 2006 | 2013 | 2015 | 2017 | 2019 | 2020 | 2022 |